# 栄太呂 (呼出)
栄太呂（えいたろ、1937年1月28日 - 2012年1月2日）は、大相撲の元呼出。本名：上田忠。栃木県宇都宮市出身、時津風部屋所属。師匠は従兄弟でもある栄吉。

## 人物
1948年5月初土俵。呂太鼓の名人として知られる。また、角界有数の酒好きとしても有名。
1969年の九州場所中、酔っ払って横断歩道を横断中に車にはねられ、80メートルも飛ばされた結果、内臓破裂で2年間入院。再起が危ぶまれたが、根性で復活した。

## 履歴
- 1948年5月 初土俵・忠
- 1986年1月 栄太呂に改名。
- 1994年7月 呼出の番付制導入により、幕内呼出に指名される。
- 1996年1月 三役呼出に昇進。
- 1999年1月 副立呼出に昇進。
- 2002年1月 1月場所限りで停年（定年）退職。